# Shapinsay (Gemeinde)

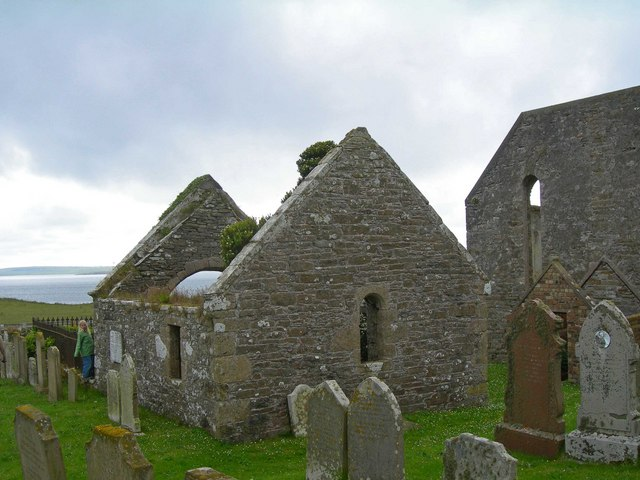
Kirche und Friedhof von Shapinsay

Shapinsay ist eine Gemeinde (Community Council Area) auf den Orkneyinseln im Norden von Schottland. Hervorgegangen ist sie aus einer historischen Verwaltungseinheit (Civil Parish), deren Gebiet im Wesentlichen die Insel Shapinsay umfasst. Hinzu kommt Helliar Holm im Süden. Größere Orte auf Orkney sind Stromness, etwa 27 Kilometer entfernt im Westen, sowie Kirkwall, etwa 9 Kilometer entfernt im Südwesten. Unter den zugehörigen Ortschaften sind Balfour und Elwick.
Ende des 20. Jahrhunderts wurde das Civil Parish in eine Community Council Area umgewandelt. 